# هری کتریک
هری کتریک (انگلیسی: Harry Catterick; ۲۶ نوامبر ۱۹۱۹ – ۹ مارس ۱۹۸۵) بازیکن فوتبال اهل بریتانیا بود.
از باشگاه‌هایی که در آن بازی کرده‌است می‌توان به باشگاه فوتبال کرو آلکساندرا، باشگاه فوتبال اورتون، و باشگاه فوتبال منچستر یونایتد اشاره کرد.